# Amstrad PC-1512
Pour les articles homonymes, voir Amstrad PC.
L'Amstrad PC-1512 fut le premier modèle d'ordinateur personnel de la firme britannique Amstrad tournant sous MS-DOS.
Ce modèle, diffusé à partir de 1986, remporta un vif succès commercial, car il contribua, grâce à un rapport qualité/prix nettement compétitif, à populariser l'accès des ordinateurs semi-professionnels au grand public. En France, ce compatible PC a été le premier à être vendu à moins de 10 000 F, écran compris, quand la moyenne de ses concurrents était supérieure à 20 000 F.
Il a été suivi par l'Amstrad PC-1640 qui reprenait les mêmes caractéristiques, avec une mémoire vive étendue à 640 Kio (au lieu de 512 Kio) et une interface graphique au standard EGA ou Hercules (noir et blanc haute définition).

## Configuration
Il disposait selon les modèles de un ou deux lecteurs de disquette 5"1/4, et un écran pouvant afficher les modes MDA, CGA et un mode Super-CGA en 16 couleurs 640×200, mode graphique qui a été très peu utilisé.
Il embarquait un microprocesseur Intel 8086 à 8 MHz, avec un jeu de chipsets maison, qui le rendait plus rapide que beaucoup de machines concurrentes.
La quantité de mémoire vive était de 512 Kio.
Malgré sa qualité de fabrication assez bonne, son principal défaut était que l'alimentation spécifique du boitier desktop, provenait de la prise 220 V câblée à l'arrière l'écran.
Si l'écran tombait en panne, on ne pouvait pas rebrancher l'unité centrale avec un autre écran standard. La sortie vidéo, bien qu'à la norme CGA, avait aussi une prise ronde spécifique.
De cette manière, Amstrad voulait mettre en avant son matériel à la norme Super-CGA mais elle n'a jamais percé le marché malgré ses avantages.

## Logiciels
Les modèles antérieurs (les Amstrad CPC) de la marque utilisaient une déclinaison particulière et assez riche du langage de programmation BASIC, un Basic « maison », le Basic Locomotive, dont l'évolution pour adaptation à MS-DOS, le Basic 2, tournait sur le PC-1512.
Il était fourni avec MS-DOS 3.2 ainsi que l'interface graphique GEM v2.0 et des applications GEM comme GEM Paint exploitant le mode graphique 16 couleurs en 640x200. Il était aussi fourni avec DOS+ v1.2 de Digital Research, un des premiers OS compatibles DOS. Avec DOS+ et GEM, on peut dire qu'Amstrad fut un des premiers à ne pas suivre la voie du « tout Microsoft »…
Il fut un temps livré avec l'intégrale PC + : une suite bureautique de la société PRIAM fonctionnant sous l'environnement GEM et composée de trois logiciels :
- CALCOMAT : un tableur-grapheur, édité par Data Becker ;
- Superbase (logiciel) (en) : un SGBDR ;
- EVOLUTION SUNSET : un traitement de texte.